# مسجد باسير بلانغي الملكي
مسجد باسير بلانغي الملكي أو مسجد جوهر الملكي، يقع المسجد في باسير بيلانجي بالقرب من مدينة جوهر بهرو التابعة لولاية جوهر في ماليزيا، شيد المسجد في بدايات عام 1920، يحمل المسجد تصميم معماري مشابه لمسجد السلطان أبو بكر .